# Aude Rossigneux
Pour les articles homonymes, voir Rossigneux.
Aude Rossigneux est une journaliste politique française, née le 15 mars 1975 à Paris.

## Biographie

### Famille
Aude Rossigneux est la fille de Louis-Marie Horeau et de Brigitte Rossigneux, tous deux journalistes au Canard enchaîné. Son père est rédacteur en chef de cet hebdomadaire depuis 2012.

### Formation et carrière
Diplômée en 1998 du Centre de formation des journalistes (CFJ), elle travaille successivement à France-Soir, CAPA, Le Point, L'Express, puis rejoint Yves Calvi chez France 2 pour l'émission Mots croisés.
Fin 2008, elle devient rédactrice en chef du magazine Ripostes, présenté par Serge Moati sur France 5.
En mars 2010, elle publie Confessions d'une taupe à Pôle emploi, une enquête sur le système d'assurance chômage en France, coécrite avec Gaël Guiselin,. Son livre est sélectionné pour le prix du meilleur ouvrage sur le monde du travail, décerné par Le Toit citoyen, dans la catégorie « salariés ».
En 2010, elle assure temporairement la rédaction en chef de Cinémas sur France 5.
Elle a été grand reporter au Parisien Magazine de 2012 à 2015.
En septembre 2017 elle rejoint la rédaction du Média.[réf. nécessaire] Le 24 février 2018, elle quitte Le Média après un entretien avec la directrice générale Sophia Chikirou. Aude Rossigneux, disant avoir été licenciée, dénonce alors une « brutalité qui n’est pas exactement conforme à l'idée que chacun se fait d'un “management” de gauche » et évoque des tensions et l'épuisement des équipes « pas loin du burn-out »,. Le Média se défend le lendemain, affirmant qu'il n'a « jamais été question d'un licenciement » — Rossigneux étant en période d'essai — et juge « infâmes » les accusations de la salariée. Selon Gérard Miller, il était prévu dès le départ que la présentation du Journal serait « tournante ». Lorsqu'il a été annoncé une réorganisation, Aude Rossigneux « ne voulait pas faire autre chose » selon lui. Miller affirme également qu'une autre émission avec elle était envisagée.
Depuis 2018, elle est chroniqueuse sur RTL dans la tranche du soir pour l'émission On refait le monde.
En août 2019, elle annonce quitter le métier de journaliste pour rejoindre l'équipe de Marie Toussaint, militante de la justice  climatique et cofondatrice de l'ONG Notre affaire à tous, devenue députée européenne pour Europe Écologie Les Verts lors des élections européennes de 2019.

## Publication
- Aude Rossigneux, Confessions d'une taupe à Pôle emploi, Paris, Calmann-Lévy, 2010, 132 p. (ISBN 978-2-7021-4084-0)